# Marcin Pauk
Marcin Rafał Pauk (ur. 1974 w Warszawie) – polski historyk, doktor habilitowany nauk humanistycznych, profesor Uniwersytetu Warszawskiego, specjalista w zakresie historii średniowiecza i historii Czech.

## Życiorys
Absolwent VI Liceum Ogólnokształcącego im. Tadeusza Reytana w Warszawie (1993) i studiów historycznych na Wydziale Historycznym Uniwersytetu Warszawskiego (1998). W latach 2002–2015 pracował w Instytucie Archeologii i Etnologii Polskiej Akademii Nauk; od 2009 roku pracownik naukowy Instytutu Historycznego UW.
W 2005 roku uzyskał stopień naukowy doktora na podstawie rozprawy Rola polityczna i pozycja społeczna czeskiej elity możnowładczej do początku XIV wieku, obronionej na Wydziale Historycznym UW (promotor: Karol Modzelewski), a w 2017 roku habilitował się tamże na podstawie pracy Kościół monarszy w Europie Środkowej XI i XIII wieku: relacje władzy świeckiej i duchownej w wymiarze instytucjonalnym i ideologicznym.
Autor artykułów naukowych publikowanych w czasopismach i pracach zbiorowych oraz książki Działalność fundacyjna możnowładztwa czeskiego i jej uwarunkowania społeczne (XI–XIII wiek) (Kraków, Warszawa 2000, ISBN 83-88385-03-8). W 2002 roku otrzymał Nagrodę im. prof. Aleksandra Gieysztora za artykuł Królewski kult relikwii Świętej Korony Cierniowej jako ideowe spoiwo monarchii. Czechy i Austria w dobie Przemysła Ottokara II. Był stypendystą m.in. Fundacji na Rzecz Nauki Polskiej i Fundacji Lanckorońskich.